# Bezirk Tongeren
Der Bezirk Tongeren  ist einer von drei Bezirken (Arrondissements) in der belgischen Provinz Limburg. Er umfasst eine Fläche von 597,67 km² mit 210.301 Einwohnern (Stand: 1. Januar 2024) in 10 Gemeinden, von denen die Gemeinde Voeren eine Exklave bildet.

## Gemeinden im Bezirk Tongeren
| Gemeinde          | Einwohner 1. Januar 2024 | Fläche km² | Dichte Einw./km² | NIS- Code | Postleitzahl                 |
| ----------------- | ------------------------ | ---------- | ---------------- | --------- | ---------------------------- |
| Alken             | 11.918                   | 28,14      | 424              | 73001     | 3570                         |
| Bilzen-Hoeselt    | 42.288                   | 105,92     | 399              | 73110     | 3730, 3732, 3740, 3742, 3746 |
| Heers             | 7.593                    | 53,07      | 143              | 73022     | 3870                         |
| Herstappe         | 76                       | 1,35       | 56               | 73028     | 3717                         |
| Lanaken           | 26.366                   | 59,00      | 447              | 73042     | 3620, 3621                   |
| Maasmechelen      | 40.219                   | 76,28      | 527              | 73107     | 3630, 3631                   |
| Riemst            | 16.896                   | 57,88      | 292              | 73066     | 3770                         |
| Tongeren-Borgloon | 42.834                   | 138,68     | 309              | 73111     | 3700, 3840                   |
| Voeren            | 4.406                    | 50,63      | 87               | 73109     | 3790–3793, 3798              |
| Wellen            | 7.490                    | 26,72      | 280              | 73098     | 3830–3832                    |
| Bezirk Tongeren   | 210.301                  | 597,67     | 352              | 73000     | –                            |

## Veränderungen im Gemeindebestand
2025: 
- Fusion von Bilzen und Hoeselt → Bilzen-Hoeselt
- Fusion von Borgloon und Tongern → Tongeren-Borgloon
- Fusion von Hasselt (Bezirk Hasselt) und Kortessem → Hasselt (Bezirk Hasselt)